# Pierre Chappaz

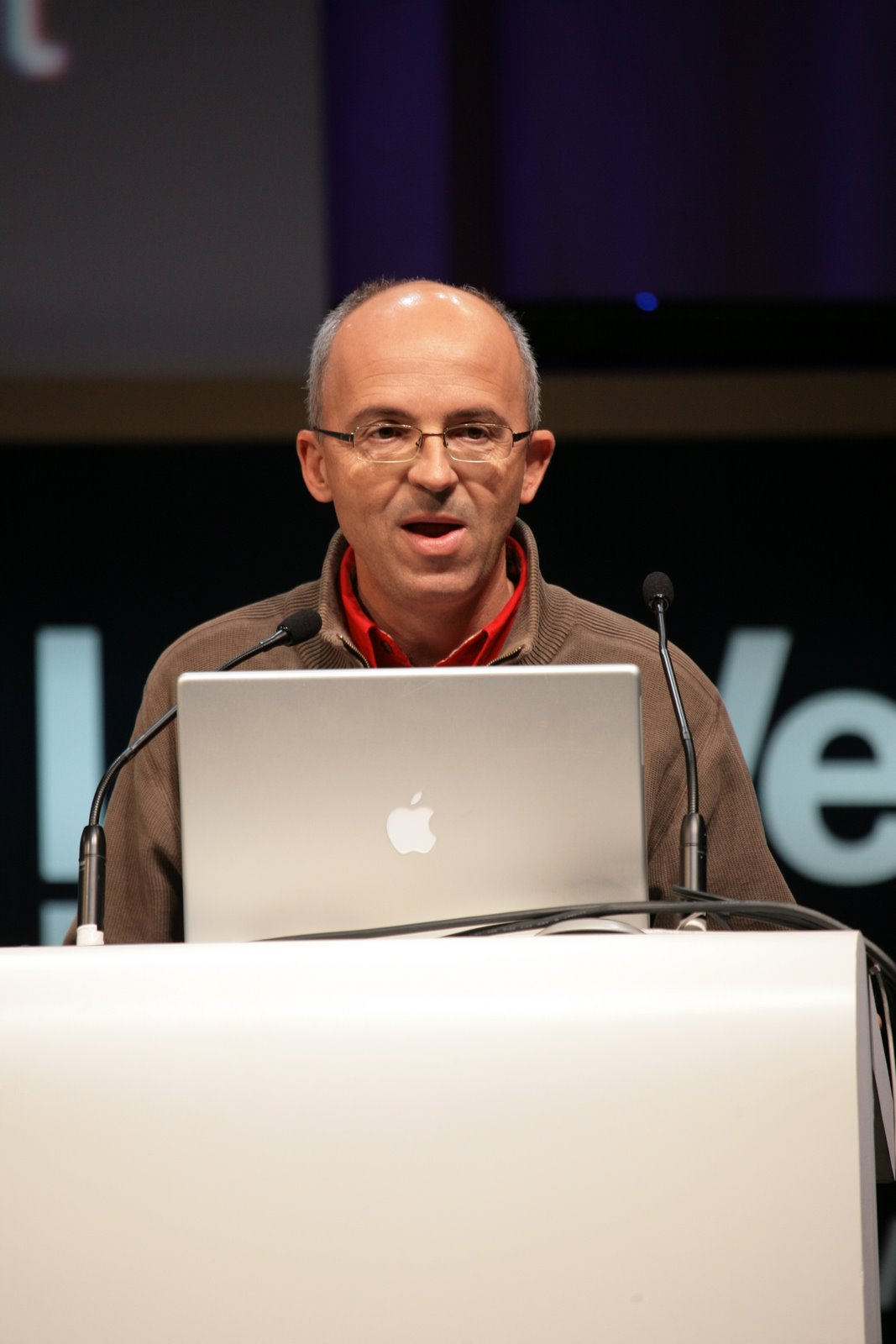
Pierre Chappaz

Pierre Chappaz, nacido el 12 de abril de 1959 en Toulon, Francia, es un hombre de negocios y uno de los fundadores de Kelkoo y de Wikio.
Después de haber estudiado en École Centrale en París, trabajó en el Banco Mundial y luego contribuyó en los principios de la Cité des sciences et de l'industrie de la Villette en París y después en el Futuroscope en Poitiers.
Trabajó con IBM, Toshiba y Computer Associates. Fue uno de los fundadores del comparador de precios Kelkoo en 1999, que dirigió hasta la compra de la empresa por Yahoo!. Brevemente director de Yahoo Europa, Pierre vuelve a ser un consejero del fondo de inversión suizos de internet Index Ventures.
En 2006 creó Wikio, un motor de búsqueda de informaciones en los sitios de prensa y en los blogs, además de ser uno de los dirigentes de Netvibes, un servicio de portal web que se puede personalizar.